# بيني ساكيت
بيني ديان ساكيت (بالإنجليزية: Penny Diane Sackett) ولدت في 28 فبراير عام 1956.هي عالمة فلك أسترالية، أمريكية الأصل والمديرة السابقة لمدرسة البحث العلمي في علم الفلك والفيزياء الفلكية في الجامعة الوطنية الأسترالية. كانت الأستاذة الجامعية ساكيت كبيرة العلماء الأستراليين من نوفمبر 2008 وحتى مارس 2011.

## النشأة والدراسات
ولدت في لنكن (نبراسكا)، هي ابنة محاسب وفني آلات تجارية، قضت ساكيت أغلب وقتها أثناء الطفولة في أوماها. كان لها اهتمام بالعلوم منذ نعومة أظافرها، وكرست دراستها تجاه الأحياء والطب. وبالرغم من أنها لم تكن مهتمة مبدئيًا بالفيزياء، إلا أن اهتمامها بالمجال تطور بإشراف معلمها عن الفيزياء في المدرسة الثانوية.
كانت دراساتها قبل التخرج في جامعة نبراسكا في أوماها. في عام 1984، أنهت ساكيت دراسة الدكتوراة في الفيزياء النظرية في جامعة بيتسبرغ. كان عنوان أطروحتها للدكتوراة هو معلمات المقياس لتأثير درجات الحرارة المتناهية لنظريات المقياس المشبكية المقرونة بالفيرمونات Scale Parameters for Finite Temperature Actions of Lattice Gauge Theories Coupled to Fermions.

## الحياة العلمية
عملت ساكيت لمدة من الزمن كمحررة صحفية لسينتفيك نيوز وفي إدارة مشروع للمؤسسة الوطنية للعلوم. تقلدت قبل ذلك مراكز في معهد كابتين الفلكي ومعهد الدراسات المتقدمة.
منذ عام 2002، كانت ساكيت مديرة مدرسة البحث العلمي في الفلك والفيزياء الفلكية (جزء من الجامعة الوطنية الأسترالية) لمدة خمس أعوام حتى تنحت عن هذا المنصب من أجل التركيز على البحث العلمي والتعليم. أثناء دورها كمديرة، كانت ساكيت مسئولة عن إدارة مرصدجبلسترملو في كانبرا ومرصد سايدنغ سبرنغ في كونابارابران. وبصفتها مديرة مرصد جبل سترملو، كانت مسئولة عن إعادة إنشائه بعد حريقغاباتكانبرا 2003. أثبت العمل في إعادة الإنشاء صعوبته بسبب الاختلاف مع شركات التأمين، وزاد الأمر تعقيدًا بسبب حالة الإرث للمرصد والتي تطلبت الموافقة على أي عمل من قبل مفوضية الميراث الأسترالية.
في سبتمبر عام 2008، اختيرت ساكيت لتكون كبيرة العلماء الأستراليين، وحملت هذا الواجب في نوفمبر 2008. أعلن عن هذا الاختيار وزيرة الصناعة والعلوم والتكنولوجيا، قال عنها السيناتور كيم كار أنها «عالمة مخضرمة متعددة المجالات ولها سجل حافل بالتفوق الأكاديمي في ثلاث قارات... ومكانتها مرموقة في المجتمع الوطني والمجتمع الدولي فيما يخص العلوم والتكنولوجيا، على كل من أبحاثها وخبرتها المثبتة في إدارة البحث العلمي.» بعد بدء عملها ككبيرة العلماء، ظلت ساكيت أستاذة مساعدة في الجامعة الوطنية الأسترالية، واستمرت في الإشراف على طلاب البحث العلمي. كانت ساكيت أول كبيرة للعلماء بدوام كامل منذ أن أصبح المنصب بدوام جزئي في عام 1996. في 18 فبراير عام 2011، في خطاب لزملائها من العلماء، أعلنت ساكيت نيتها للرحيل من منصب كبيرة العلماء؛ مبررة ذلك بأسباب مهنية وشخصية.

## البحث العلمي والانتسابات
بينما كانت ساكيت فيزيائية بالتدريب وعالمة فلك بحكم المهنة، اعتبرت نفسها مدرسة بالنية، ورُخِّص لها تدريس العلوم في مستويات المدارس الابتدائية والثانوية. شملت اهتماماتها البحثية الكواكب خارج المجموعة الشمسية –كانت ساكيت مستخدمة مبدعة للعدسية الصغرية الجذبية للبحث عن الكواكب خارج المجموعة الشمسية- كما شملت الأبحاث المادة المظلمة والبنية المجرية. في عام 2006، كانت ساكيت واحدة من فريق مكون من 73 عالم فلك من 31 معهد في 12 دولة، اكتشف هذا الفريق كوكب OGLE-2005-BLG-390Lb، وهو كوكب بارد صغير يدور حول نجم في مجرة درب التبانة الداخلية.
انتُخبت ساكيت كزميلة دولية للجمعية الفلكية الملكية وعضوة مجلس إدارة في رابطة الجامعات للبحث العلمي والفلك. هي عضوة في الجمعية الفلكية لأستراليا، والجمعية الفلكية الأمريكية، والاتحاد الفلكي الدولي ورابطة النساء في العلوم. هي عضوة في مجلس إدارة في مشروع تليسكوب ماغيلان العملاق. في عام 1995، أسس كل من ساكيت وكايلاش ساهو شبكة عيوب العدسات الاستكشافية. كانت ساكيت واحدة من سبع نساء مختارة من مكتب مكانة النساء للعمل كسفيرة لتعزيز دراسة العلوم لطلاب المدارس الثانوية.